# Église Sainte-Geneviève des Grandes-Carrières
L'église Sainte-Geneviève des Grandes-Carrières est une église du 18e arrondissement de Paris. Elle est située au 174, rue Championnet dans le quartier des Grandes-Carrières. Elle est dédiée à sainte Geneviève.

## Histoire de la paroisse
Ce quartier des anciennes carrières de gypse voit sa population s'accroître rapidement après les années 1860. La paroisse a été fondée en 1907 et a été généreusement pourvue d'un stade, de terrains et de bâtiments sportifs (football, basket). Parmi les laïcs fondateurs et donateurs on note la présence de l'artiste Émile Hirsch dont la fille, Marie Hirsch, sera à l'origine de la 1re Paris des Guides de France et du tout proche patronage Montcalm.
Le patronage Championnet est très fréquenté dans ce quartier populaire du 18e arrondissement, proche de la « Zone ». Dans le clergé paroissial, il faut noter la présence avant 1914 de l'abbé André Caillet, fondateur du FRAT en 1908, frère de l'abbé Marcel Caillet, fondateur des Intrépides du Rosaire dans le 14e, toujours un quartier populaire.
Avant d'être érigée en paroisse le 9 février 1907, par une ordonnance du cardinal Richard, il existait depuis 1890 une chapelle des Œuvres qui servait à l'hôpital proche tenu par des augustines et avait un grand rayonnement social grâce à l'abbé Deleuze. L'archevêque de Paris la fait agrandir en 1891. De 1908 à 1910, l'église est de nouveau agrandie par l'adjonction des bas-côtés et du clocher. Le sanctuaire est bâti en pierres de meulière et en ciment.
Le grand vitrail remarquable de l'abside, représentant une crucifixion et la vie de sainte Geneviève, est l'œuvre de Mauméjean.
Ce fut longtemps le lieu d'un important patronage paroissial, devenu aujourd'hui l'Association Championnet.

## Illustrations

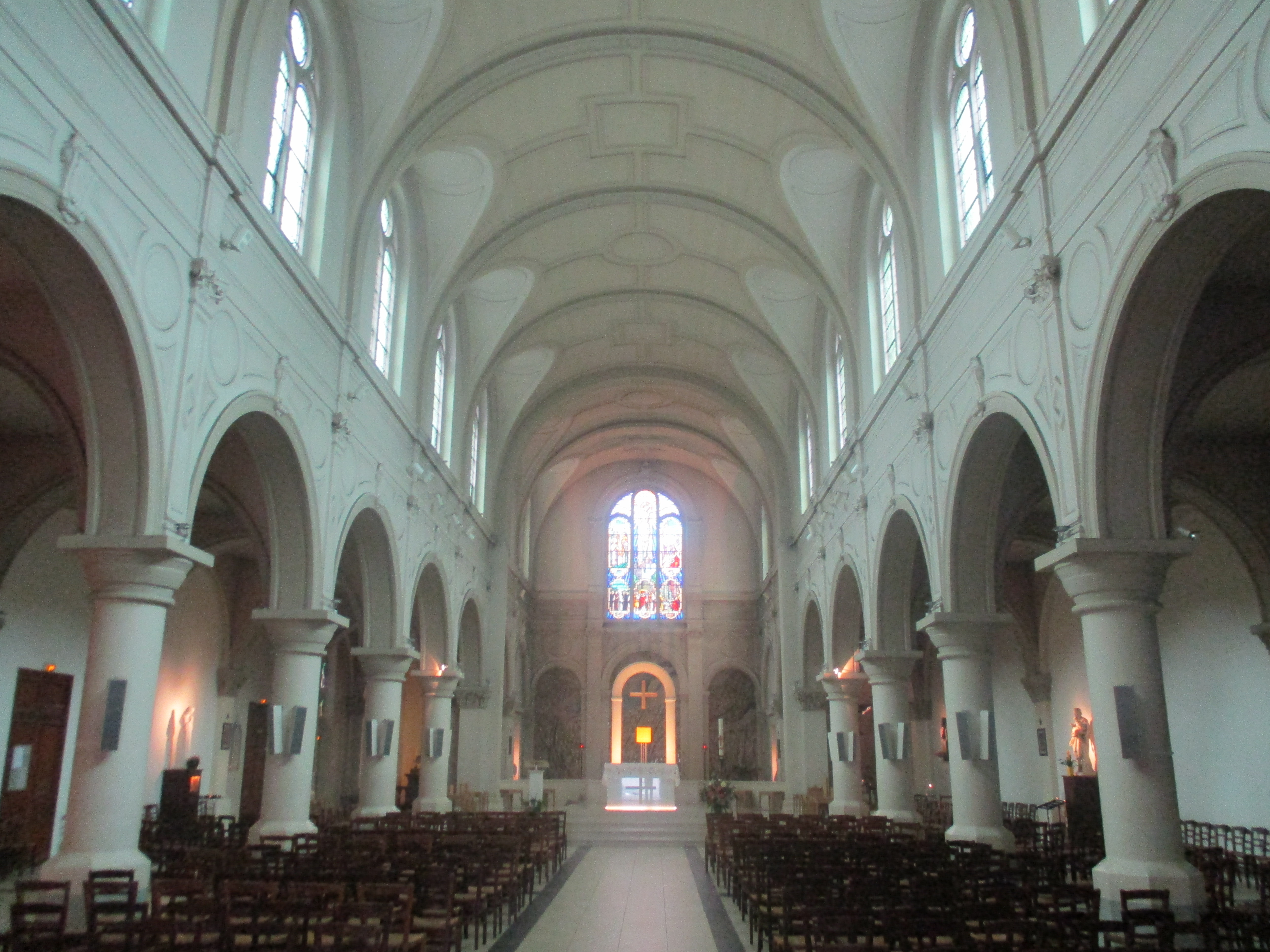
La nef de l'église.
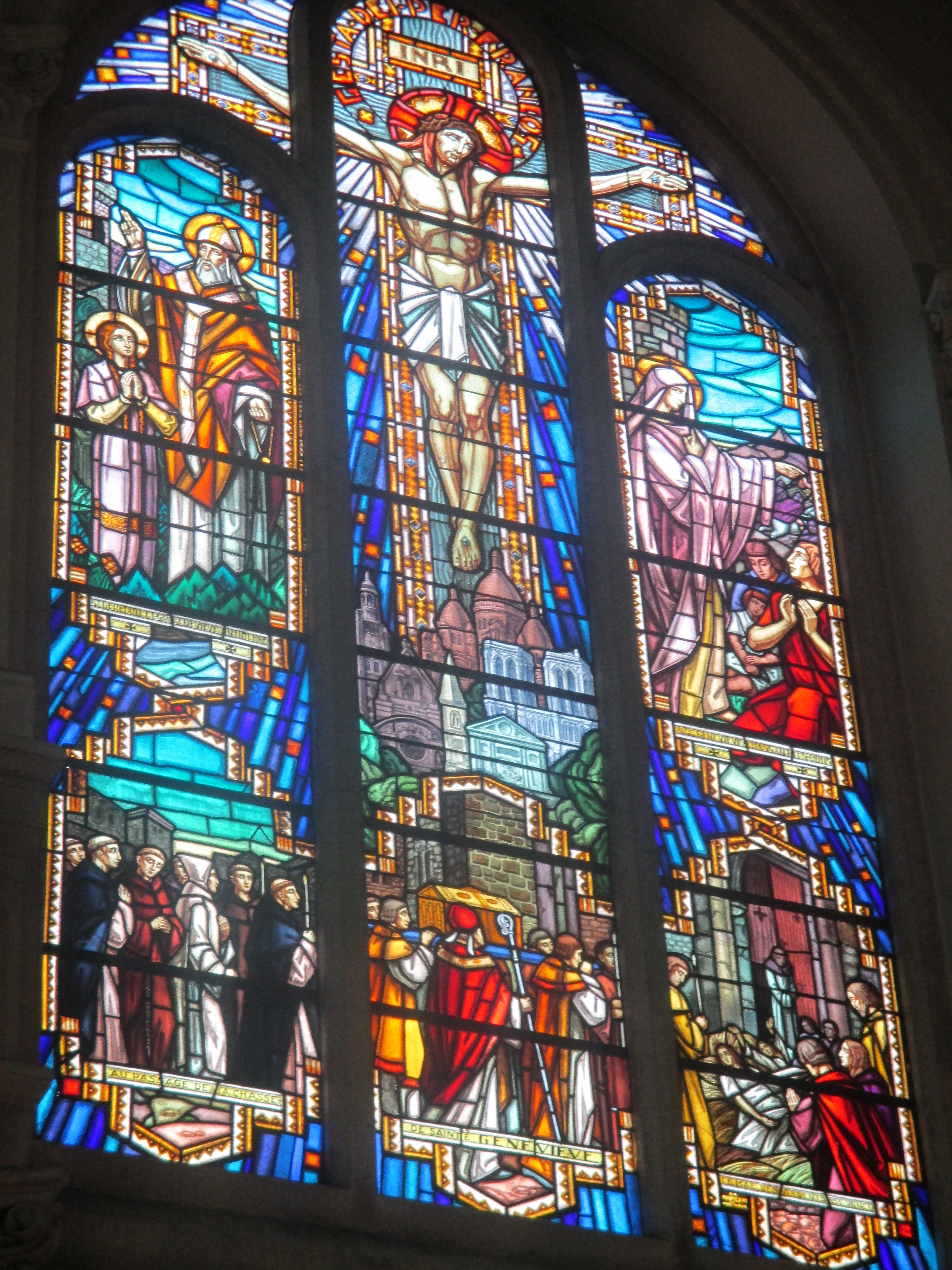
Grand vitrail de l'abside.

## L'orgue
L'orgue de Sainte-Geneviève des Grandes-Carrières a été construit par Cavaillé-Coll en 1890. Il était à l'origine un orgue de théâtre destiné à la salle Berlioz, située rue de Clichy. En 1909 il a été relevé par Charles Mutin avec ajout d'un positif expressif et transféré dans l'église de Sainte-Geneviève des Grandes-Carrières. Cet orgue comporte trois claviers de 56 notes et un pédalier de 30 notes. Les transmissions sont mécaniques. Il est composé de 22 jeux.

### Articles liés
- Liste des édifices religieux de Paris
- Archidiocèse de Paris